# Мечник Петро
Петро́ Ме́чник (8 березня 1885, с. Чернихівці — 9 червня 1953, м. Львів) — громадсько-освітній діяч, професор і директор Львівської академічної гімназії, старшина УГА.

## Життєпис
Народився 8 березня 1885 року у селі Чернихівці на Тернопільщині.
Випускник філії Академічної гімназії у Львові, згодом — Львівського університету.
Служив у званні обер-лейтенанта у 30-му піхотному полку. Брав участь у першій світовій війні, був поранений. Нагороджений Воєнним хрестом цісаря Карла І та Срібною медаллю хоробрості 1-ого класу за відвагу в боях біля міста Надвірна. 
У часі визвольних змагань — сотник УГА, співробітник державного секретаріату військових справ ЗУНР, згодом один із ад'ютантів Михайла Омеляновича-Павленка. Був призначений учасником делегації для переговорів у Варшаві, але захворів на тиф та потрапив до більшовицького полону, з якого зумів втекти.
В українській торговельній школі товариства «Просвіта» викладав українську мову.
Доктор філософії, професор. Був останнім директором Львівської академічної української гімназії.
Помер 9 червня 1953 року у Львові. Похований на 32 полі Личаківського цвинтаря. У 2021 році на могилі Петра Мечника, встановлено новий надгробний пам'ятник.

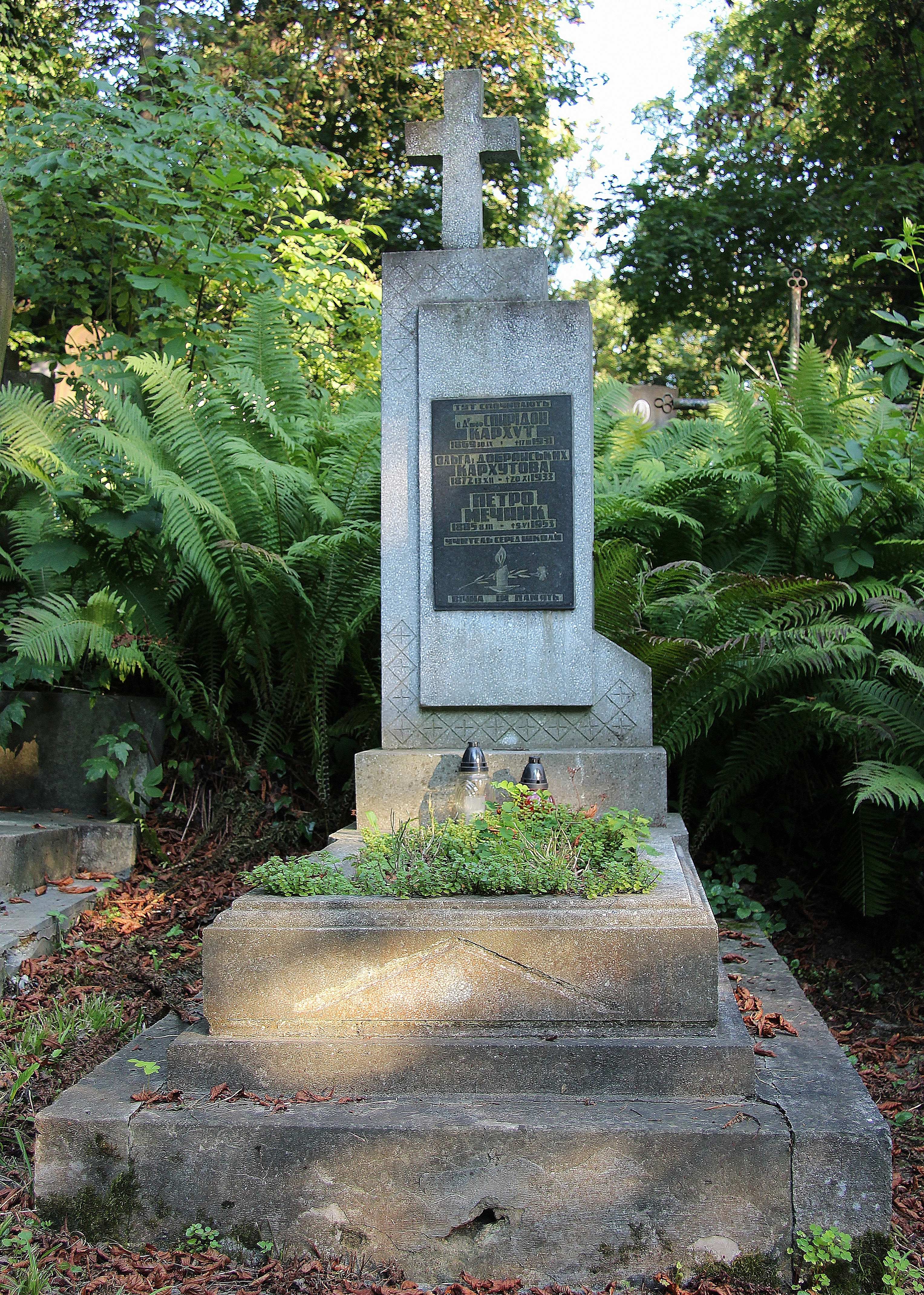
Старий надгробок

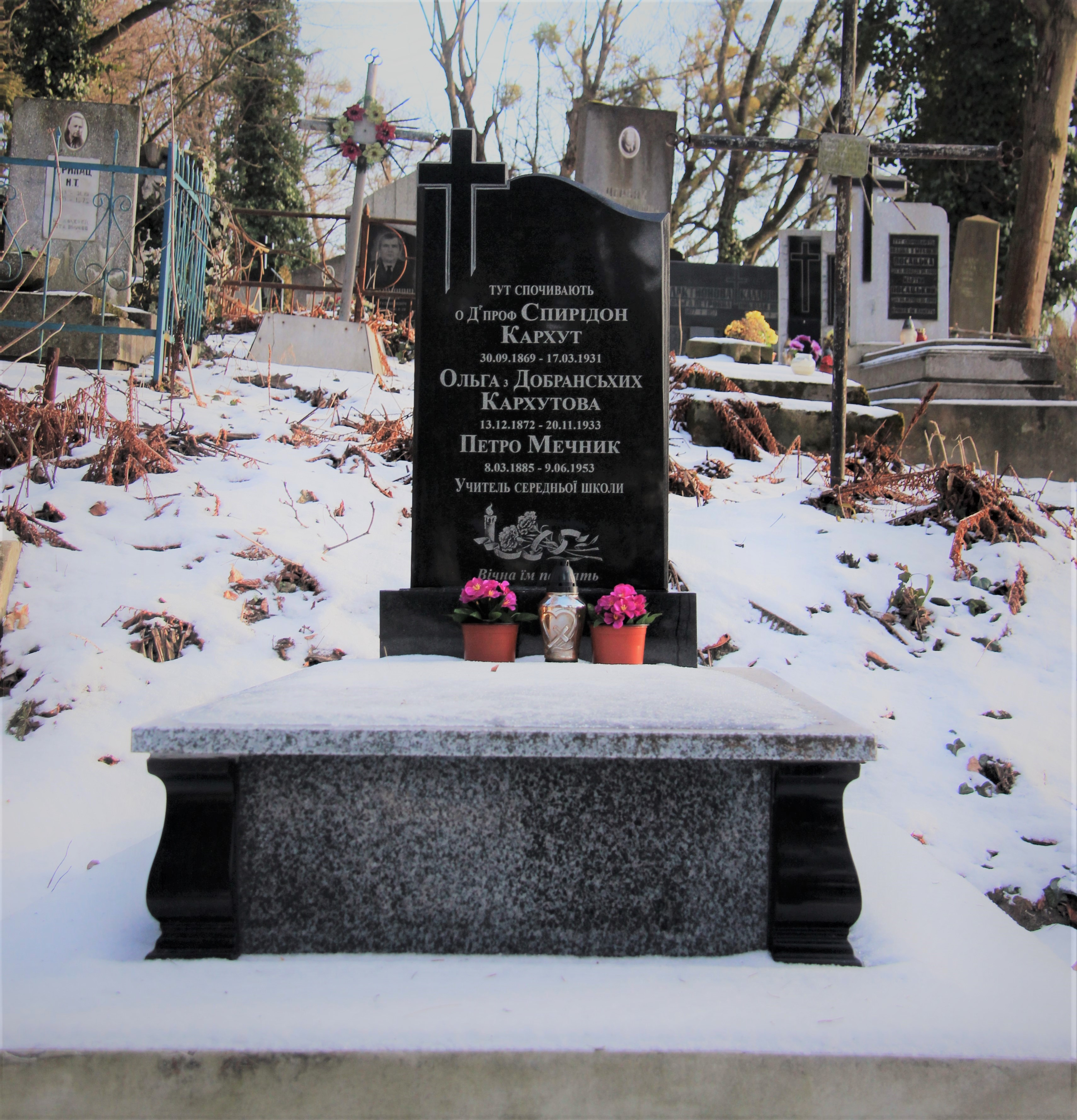
Новий надгробок